# Utomjordiskt liv

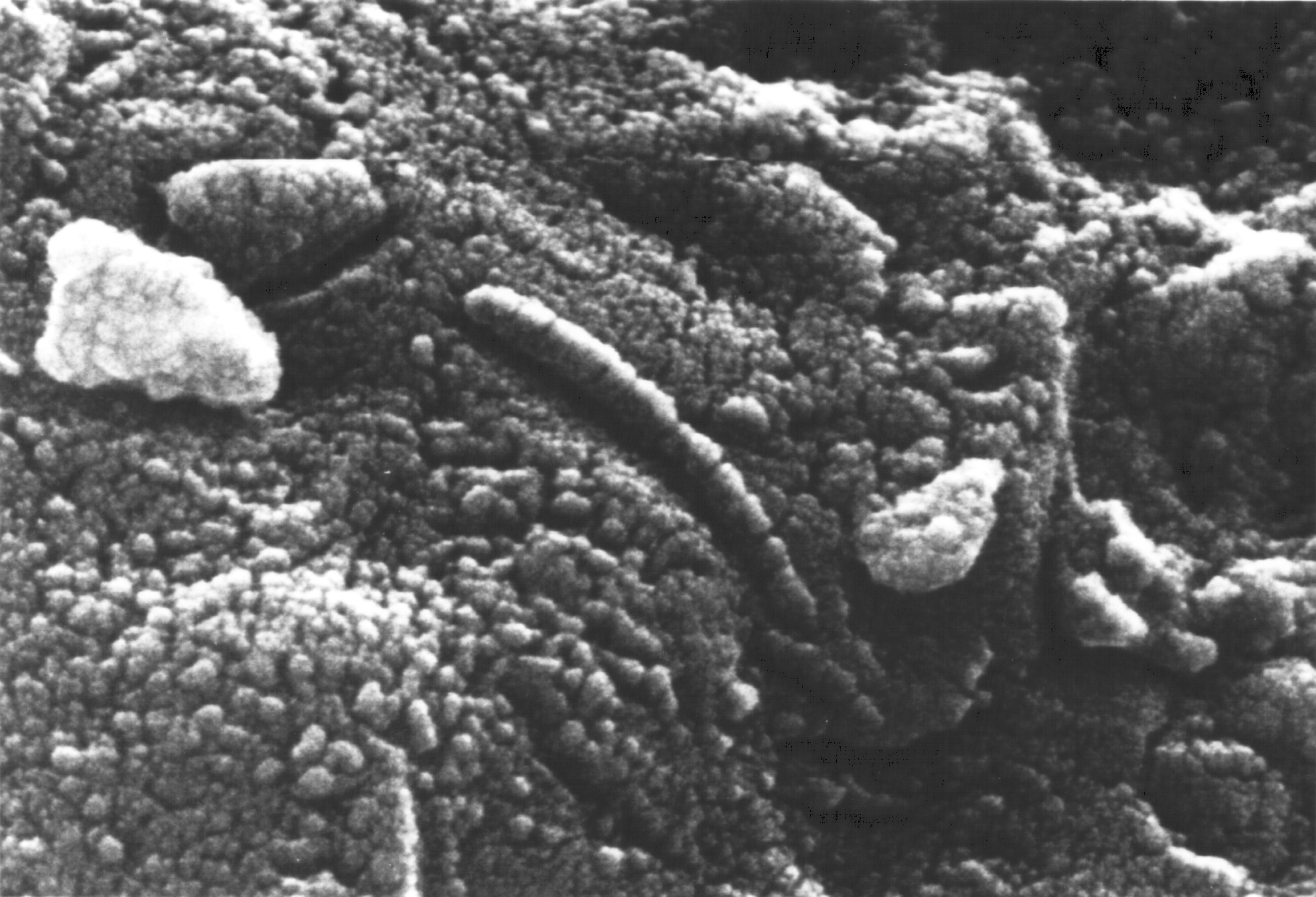
Detta elektron-mikrofoto av meteoriten Allan Hills 84001 från Mars visar strukturer som vissa forskare tror kan vara fossiliserade bakterieliknande livsformer.

Utomjordiskt liv eller utomjording är hypotetiska levande organismer som utvecklats på någon annan himlakropp än jorden. 
Utomjordiskt liv avhandlas inom det ämnesområdes studier och teorier som betecknas astrobiologi. Existensen av utomjordiskt liv är hypotetisk eftersom det ännu saknas trovärdiga bevis, generellt accepterade inom det vetenskapliga samhället. Hypoteserna om ursprunget till utomjordiskt liv och huruvida sådant liv verkligen existerar är följande: en hypotes antar att det kan ha uppstått oberoende, på olika platser i universum. En alternativ hypotes är att livet har uppstått på en plats och sedan spridits mellan olika beboeliga planeter. Dessa två hypoteser utesluter inte varandra. Skepnader/former som utomjordiskt liv förväntas anta sträcker sig från tänkande och kännande varelser till liv av bakteriellt slag.
Platser som antas en gång ha utvecklat, eller för närvarande fortsätter att härbärgera liv liknande det på jorden inkluderar planeterna Venus och Mars, Jupiters och Saturnus månar (till exempel Europa, Enceladus och Titan) och Gliese 581 c och d. Gliese 581 c och d är nyligen upptäckta exoplaneter, tydligen belägna i sina stjärnors beboeliga zon, med massor av samma storleksordning som jorden och med potential att ha flytande vatten.
Temat utomjordiskt liv är vanligt i science fiction. 

## Möjlig grund till utomjordiskt liv

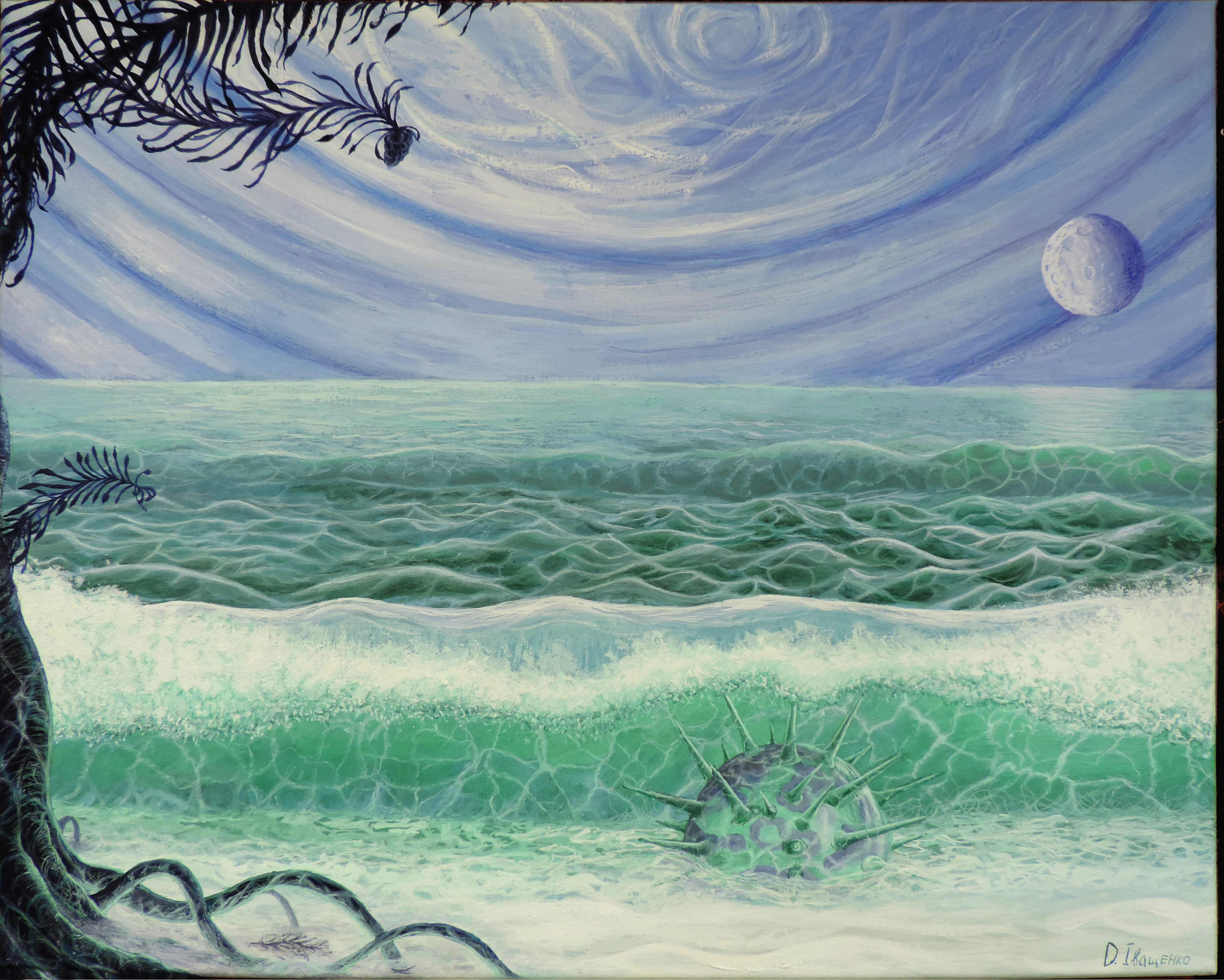
Impression av ytan på en exoplanet med liv.

Flera teorier om förutsättningarna för utomjordiskt liv har föreslagits ur biokemisk, evolutionär och morfologisk synvinkel.

### Biokemi
Allt liv på jorden kräver kol såväl som ett flertal andra grundämnen i mindre mängder. Det krävs även vatten som lösningsmedel i vilket reaktioner kan äga rum. Tillräckliga mängder kol och andra livsbildande element tillsammans med vatten kan göra det möjligt att bilda levande organismer på andra planeter med en kemisk sammansättning och medeltemperatur liknande den på jorden. Eftersom jorden och andra planeter består av stjärnstoft, alltså relativt rikligt med kemiska grundämnen bildade från stjärnor som har slutat sina liv som supernovor, är det mycket sannolikt att andra planeter kan ha bildats av grundämnen liknande jordens sammansättning. Sammansättningen av kol och vatten till den kemiska sammansättningen kolhydrater (t.ex. socker) kan vara en källa till kemisk energi som krävs för liv och kan även förse strukturella beståndsdelar till liv (såsom ribos i molekylerna DNA och RNA samt cellulosa i växter). Växter får sin energi genom omvandling av ljusenergi till kemisk energi via fotosyntes. Liv kräver kol, både i reducerad (derivat av metan) och delvis oxiderade (koloxider) tillstånd. Det kräver också kväve som ett reducerat ammoniakderivat i alla proteiner, svavel som ett derivat av vätesulfid i några nödvändiga proteiner och fosfor oxiderat till fosfater i genetiskt material och i energiöverföring. Vatten passande som lösningsmedel förser med syre passande som beståndsdelar till biokemiska ämnen:
Rent vatten är användbart eftersom det har neutralt pH på grund av sin pågående sönderdelning i hydroxid- och oxoniumjoner. Därför har rent vatten förmåga att lösa såväl positiva metalljoner som negativa icke-metalljoner likvärdigt. Att organiska molekyler kan vara antingen hydrofoba (vattenavstötande) eller hydrofila (vattenlösliga) ger dessutom organiska föreningar förmågan att orientera sig så att de bildar vatteninneslutande biologiska membran. Det faktum att vatten i fast form (is) har mindre densitet än flytande vatten betyder även att is flyter vilket hindrar jordens hav från att sakta frysa. Utan denna egenskap skulle haven ha fryst under så kallade snöbollsjordsepisoder. Dessutom ger Van der Waals krafterna mellan vattenmolekylerna vatten förmåga att lagra energi genom förångning och frigöra energi vid kondensation. Detta jämnar ut klimatet genom att kyla tropikerna och värma polerna så att jorden upprätthåller den termodynamiska stabilitet som krävs för liv.
Kol är grundläggande för jordens liv på grund av dess enorma flexibilitet i att bilda kovalenta kemiska bindningar till en mångfald icke-metalliska grundämnen, huvudsakligen kväve, syre och väte. Koldioxid och vatten möjliggör tillsammans lagring av solenergi i sockerarter såsom glukos. Oxidation av glukos frigör biokemisk energi som krävs för att förse alla andra biokemiska reaktioner med bränsle. Förmågan att bilda organiska syror (-COOH) och aminbaser (–NH2) ger möjlighet till neutraliserande dehydreringsreaktioner så att det bildas långa polymera peptider och katalytiska proteiner från monomera aminosyror samt att med fosfater bilda inte bara DNA (det genetiska arvets informationsbärande molekyl) utan även ATP (den huvudsakliga energi"valutan" i cellulärt liv).
På grund av det relativa överflöd och den nytta som dessa grundläggande material har i att underhålla liv är det många som antar att livsformer på andra platser i universum också skulle använda dessa basala material. Emellertid skulle även andra ämnen kunna utgöra en grund för liv. Kisel antas ofta vara ett sannolikt alternativ till kol. Livsformer baserade på kisel antas ha en kristallin morfologi och kunna existera i höga temperaturer såsom på planeter belägna nära stjärnor. Livsformer grundade på ammoniak (snarare än vatten) har också föreslagits även om denna lösning tycks vara mindre optimal än lösningen med vatten. 
Tekniskt sett är liv en självreplikerande reaktion men en som skulle kunna uppstå under många olika förhållanden och med många olika ingredienser även om kol-syre inom temperaturområdet för flytande vatten verkar vara den mest troliga antar forskarna. 
Många förutfattade meningar om utomjordiskt liv har ifrågasatts. Exempelvis så tror inte NASA-forskare att färgen på fotosyntetiserande pigment på exoplaneter måste vara grön.